# Valentin Paret-Peintre
Valentin Paret-Peintre   (Annemasse, 14 de gener de 2001) és un ciclista francès de carretera, professional des del 2022 i que actualment corre per a l'equip Soudal Quick-Step.
El seu germà Aurélien també és ciclista professional.
Al Giro d'Itàlia de 2024 aconsegueix la seva primera victòria com a professional i l'any següent aconseguiria véncer també al Tour de França.

## Palmarès en ruta
- 2024
  - Vencedor d'una etapa al Giro d'Itàlia
- 2025
  - Vencedor d'una etapa al Tour d'Oman
  - Vencedor d'una etapa al Tour de França

### Resultats al Giro d'Itàlia
- 2023. 37è de la classificació general
- 2024. 16è de la classificació general i vencedor de la 10a etapa

### Resultats al Tour de França
- 2025. 41è de la classificació general i vencedor de la 16a etapa

### Resultats a la Volta a Espanya
- 2024. 45è de la classificació general